# شهرستان شوشی (استان خودمختار قره‌باغ کوهستانی)
شهرستان شوشی (ارمنی: Շուշիի շրջան؛ ترکی آذربایجانی: Şuşa rayonu) یک واحد اداری در استان خودمختار قره‌باغ کوهستانی سابق (NKAO) بود. استان خودمختار قره‌باغ درون جمهوری سوسیالیستی شوروی آذربایجان قرار داشت.مردم  این  شهرستان ترک زبان  هستند.

## تاریخچه
این شهرستان در ۸ اوت ۱۹۳۰ با مرکزیت شهر شوشی ایجاد شد. شهرستان شوشی تنها شهرستانی در استان خودمختار قره باغ کوهستانی بود که آذربایجانی‌ها اکثریت جمعیت آن را تشکیل می‌دادند.
استان خودمختار قره‌باغ در ۲۶ نوامبر ۱۹۹۱ منحل شد.
در جریان جنگ اول قره‌باغ، تمام این ناحیه تحت کنترل جمهوری خودخوانده آرتساخ قرار گرفت. پس از پایان جنگ اول قره‌باغ این شهرستان تبدیل به یکی از استان‌های جمهوری آرتساخ با نام استان شوشی گردید. با این حال، در پی نبرد شوشی در سال ۲۰۲۰، آذربایجان شهر شوشی و چندین روستای اطراف آن را بازپس گرفت.

## جمعیت‌شناسی
| سال  | جمعیت | ترکیب قومی                                       | منبع          |
| ---- | ----- | ------------------------------------------------ | ------------- |
| ۱۹۳۹ | ۱۰۸۹۱ | ۵۸٬۰۳٪ آذربایجانی‌ها، ۳۸٬۰۶٪ ارمنی‌ها، ۲٬۰۴٪ روس‌ها | سرشماری شوروی |
| ۱۹۵۹ | ۱۰۶۲۶ | ۶۱٬۰۸٪ آذربایجانی‌ها، ۳۵٬۰۷٪ ارمنی‌ها، ۱٬۰۹٪ روس‌ها | سرشماری شوروی |
| ۱۹۷۰ | ۱۳۶۶۴ | ۷۲٬۰۴٪ آذربایجانی‌ها، ۲۶٬۰۲٪ ارمنی‌ها، ۱٬۰۰٪ روس‌ها | سرشماری شوروی |
| ۱۹۷۹ | ۱۶۰۱۹ | ۸۰٬۰۹٪ آذربایجانی‌ها، ۱۸٬۰۰٪ ارمنی‌ها، ۰٬۰۷٪ روس‌ها | سرشماری شوروی |